# 吴兆毅
吴兆毅（?—?）籍贯不详，清朝及中华民国官员。

## 生平
光緒二十七年七月十三日（1901年），陳夔龍等奏请以候补知县吴兆毅署通州知州，后获准。任内，美国牧师都春圃同知州吴兆毅议定了赔款事项，还威逼知州吴兆毅在通州新城南门西侧开小南门，将此前霸占的通州城内外的两块地区连为一体，形成了美国人的“独立王国”复兴庄。
后吴兆毅署雄县知县。光绪二十八年十二月（1902年），署雄县知县吴兆毅遭王振聲奏参“嗜好甚深，公务废弛，任用匪人，声名贪劣，请一并饬查。”上著袁世凯查明具奏，袁世凯奏称吴兆毅无劣迹，应请毋庸置议。
光绪三十二年十一月（1906年），谕内阁，袁世凯奏举劾属员一摺，“完縣知縣吳兆毅，才欠歷練，不求實際……均著開缺另補。”
1912年（民国元年），花翎四品衔直隶补用知府吴兆毅任吉林省文报总局局长。1913年（民国2年）1月16日，吴兆毅呈报吉林省文报总局各事裁归吉林省劝业道办理。后来，他投身银行业。